# Fecskepapagáj
A fecskepapagáj (Lathamus discolor) a papagájalakúak (Psittaciformes) rendjében a  szakállaspapagáj-félék (Psittaculidae) családjába tartozó Lathamus nem egyetlen faja.

## Elterjedése
Egyike a két, évszakosan vonuló papagájfajnak. Tasmaniaban költ a déli nyár során, míg a telet az Ausztrál kontinensen tölti.

## Megjelenése, felépítése
Alakja a rozellaformák és a lórik közötti, átmeneti jellegű: csőre és nyelve a lórikéra emlékeztet, egyéb vonásai azonban a rozellákéra. Egyesek fecskelórinak nevezik.
Alapszíne zöld, homloka, torka és szárnyának orma vörös, a kis szárnyfedők és az evezőtollak egy része világos-, némelyike viszont sötétkék.
Írisze sárga, a csőre barnás, a lába hússzínű.

## Életmódja
Gyors röptű, társas madár; szinte megállás nélkül röpköd az erdő lombkoronájában. Jellemzően lágy táplálékon él; széklete is a lórikéhoz hasonlóan lágy.

### Szaporodása
Fészkelési ideje mintegy öt hét; ebből kb. 3 hétig költ. Egy fészekalja 2–3 tojás.

## Természetvédelmi státusz
A faj demográfiai adatainak modellezése azt találta, hogy a fecskepapagáj súlyosan veszélyeztetett. További modellezések kimutatták, hogy a nemi arány eltolódása és a tojók több hímmel való kopulációja az előre jelzettnél drasztikusabban csökkenti az egyedszámot. Genetikai vizsgálatok azt mutatták, hogy csak egyetlen populációja létezik a fajnak a vadonban, így a különböző időpontokban és helyeken előforduló fenyegetések potenciálisan az egész fajt érinthetik. Szakértői vélemények egyedszámukat körülbelül 2000 egyedre becsülték. A legújabb populációgenetikai eredmények azt sugallják, hogy ez túlzottan optimista, és a faj egyedszáma inkább a százas nagyságrendben mozoghat.
A faj költőterületén folyó súlyos erdőirtását régóta elismerik, mint a faj fő veszélyeztető tényezőjének. A fakitermelés az elmúlt évtizedekben már súlyos hatással volt az élőhelyekre, és bizonyítékok vannak arra, hogy az elmúlt 20 évben a fecskepapagájok költőterületeinek akár 23%-át is kivágták Tasmania déli régiójában. A behurcolt törpe erszényesmókusok tovább károsítják a fecskepapagájokat, különösen a tojások és a fészekben költő tojók predációja által.

## Tartása
Lágy eleséggel, apró magvakkal, lisztkukaccal etethető.